# ウーラニアー

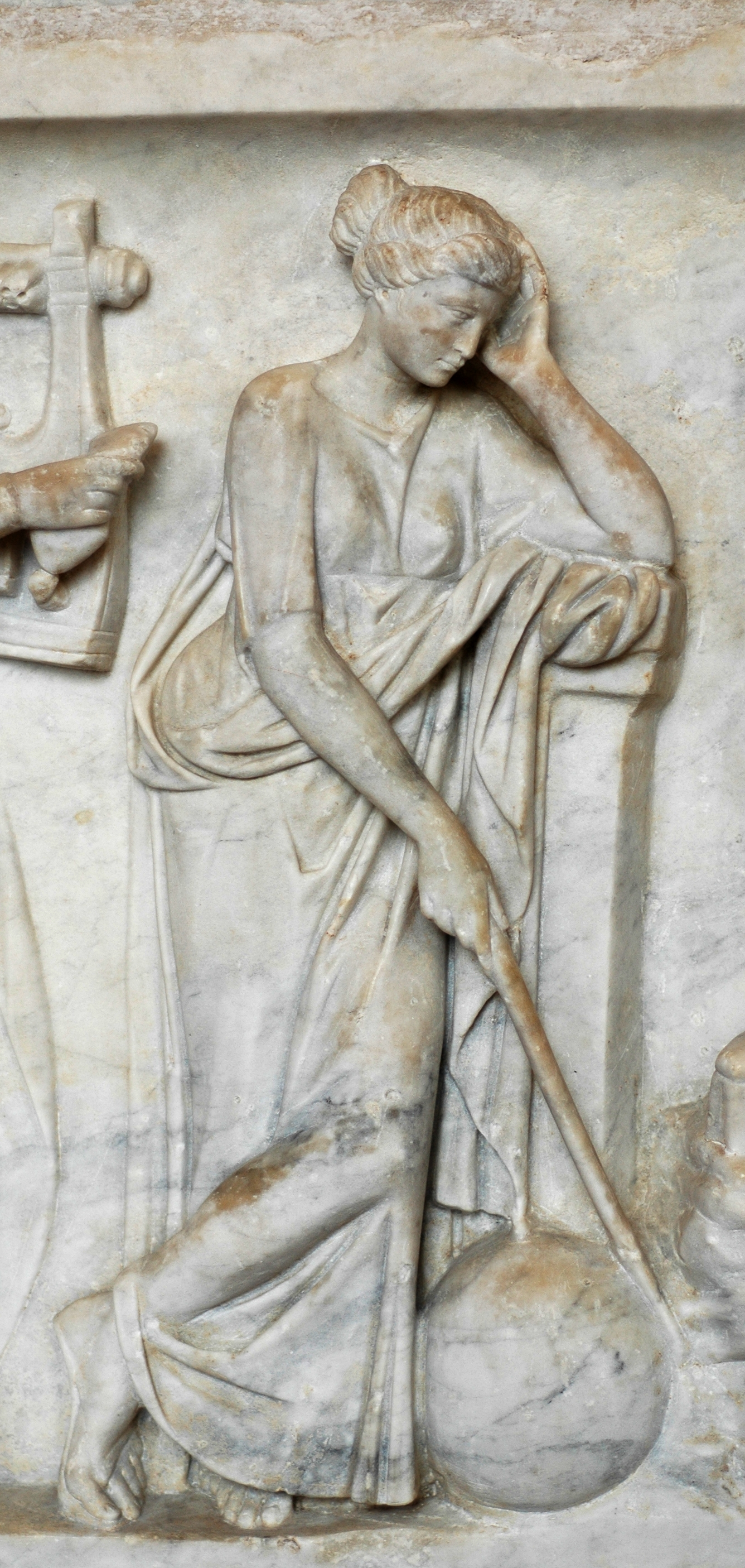
ムーサイの1人のウーラニアー（ルーブル美術館蔵）

ウーラニアー（古希: Οὐρανία、古代ギリシア語ラテン翻字: Ouranía）は、ギリシア神話に登場する女神である。「天上の女」の意。長母音を省略してウラニアとも表記される。
1. ムーサたち（ムーサイ）の1柱。本項で詳述する。
2. アプロディーテーの別名の一つ。
3. 海神オーケアノスの娘オーケアニスたち（オーケアニデス）の1柱。

ウーラニアーは、ギリシア神話に登場する文芸の女神ムーサたち（ムーサイ）の1柱。すべてのムーサたちと同じくゼウスとムネーモシュネーの娘で、カリオペー、クレイオー、メルポメネー、エウテルペー、エラトー、テルプシコラー、タレイア、ポリュムニアーと姉妹。 
「占星術」と「天文」を司る。表される際の持ち物は杖とコンパス、天球儀などである。ただし、この様にムーサたちが細分化されたのはローマ時代もかなり後期になってからである。
彼女は未来予知に通じており、神官や巫女が多く彼女の元を訪れて教えを乞うたといわれている。後にリズムやメロディーを生んだと伝えられる音楽家アムピマロスと結ばれてリノスという子をもうけたと言う（一説にはリズムやメロディを発明したのはリノスであるともいう）。また後にアポローンとの間にヒュメナイオスを生んだともされるようになった。
17世紀にヨハネス・ヘヴェリウスがろくぶんぎ座を作った際には、彼女の名前を取り「Sextans Uraniae」と名付けている。

## ギャラリー

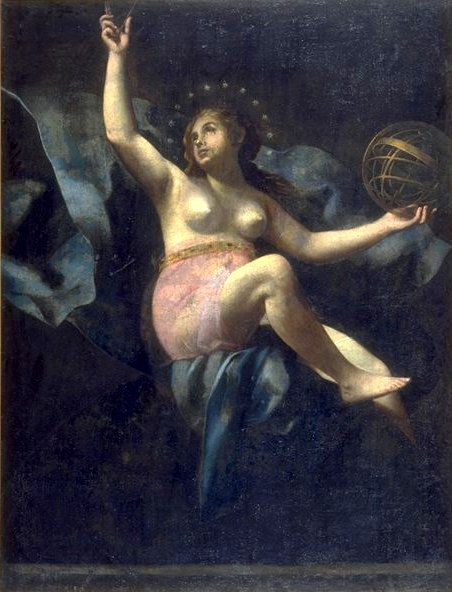
ジョヴァンニ・バリオーネ『ウーラニアー、天文を司るムーサ』（1620年） アラス美術館所蔵
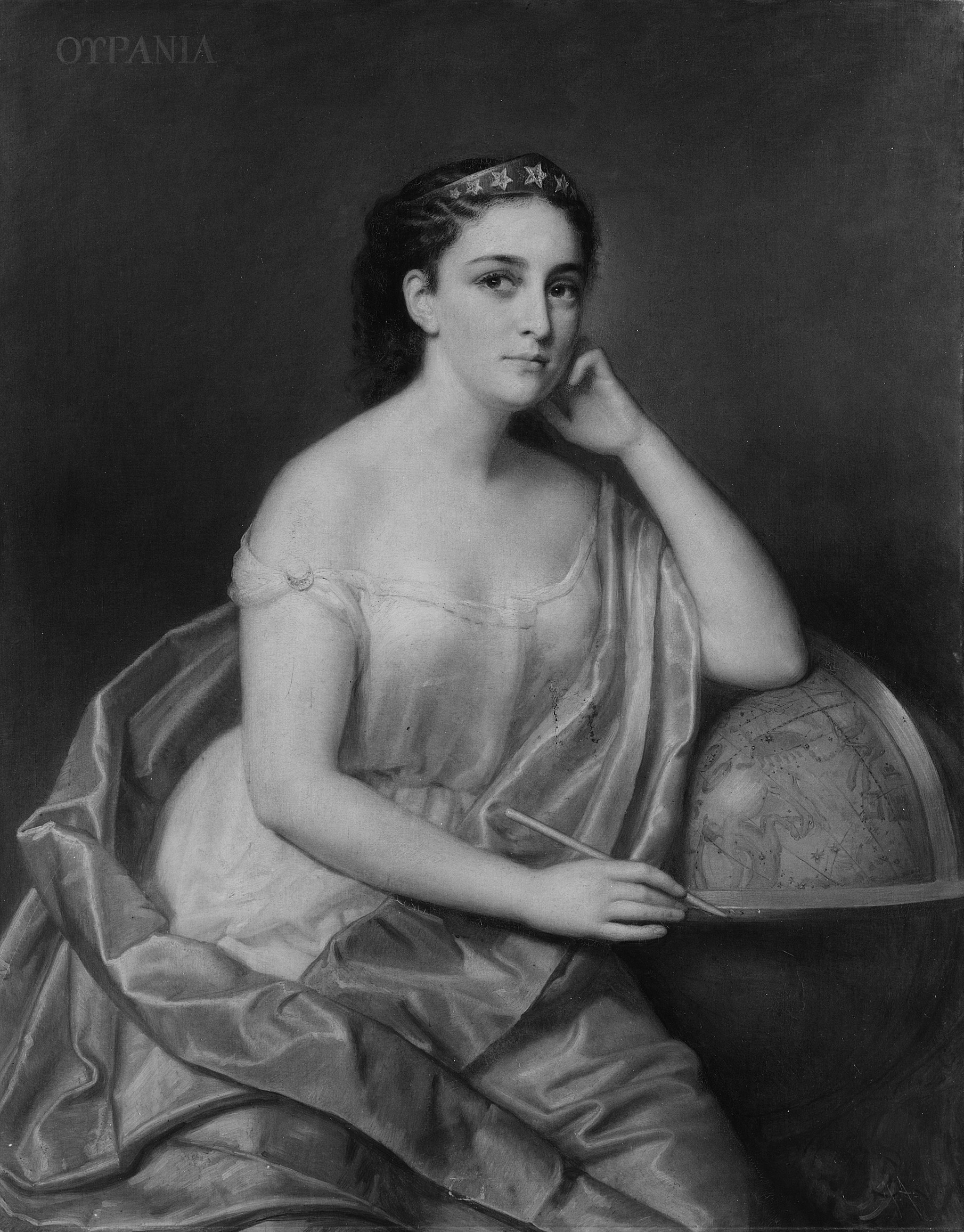
ジュゼッペ・ファニャーニ『ウーラニアー』（1869年） メトロポリタン美術館所蔵
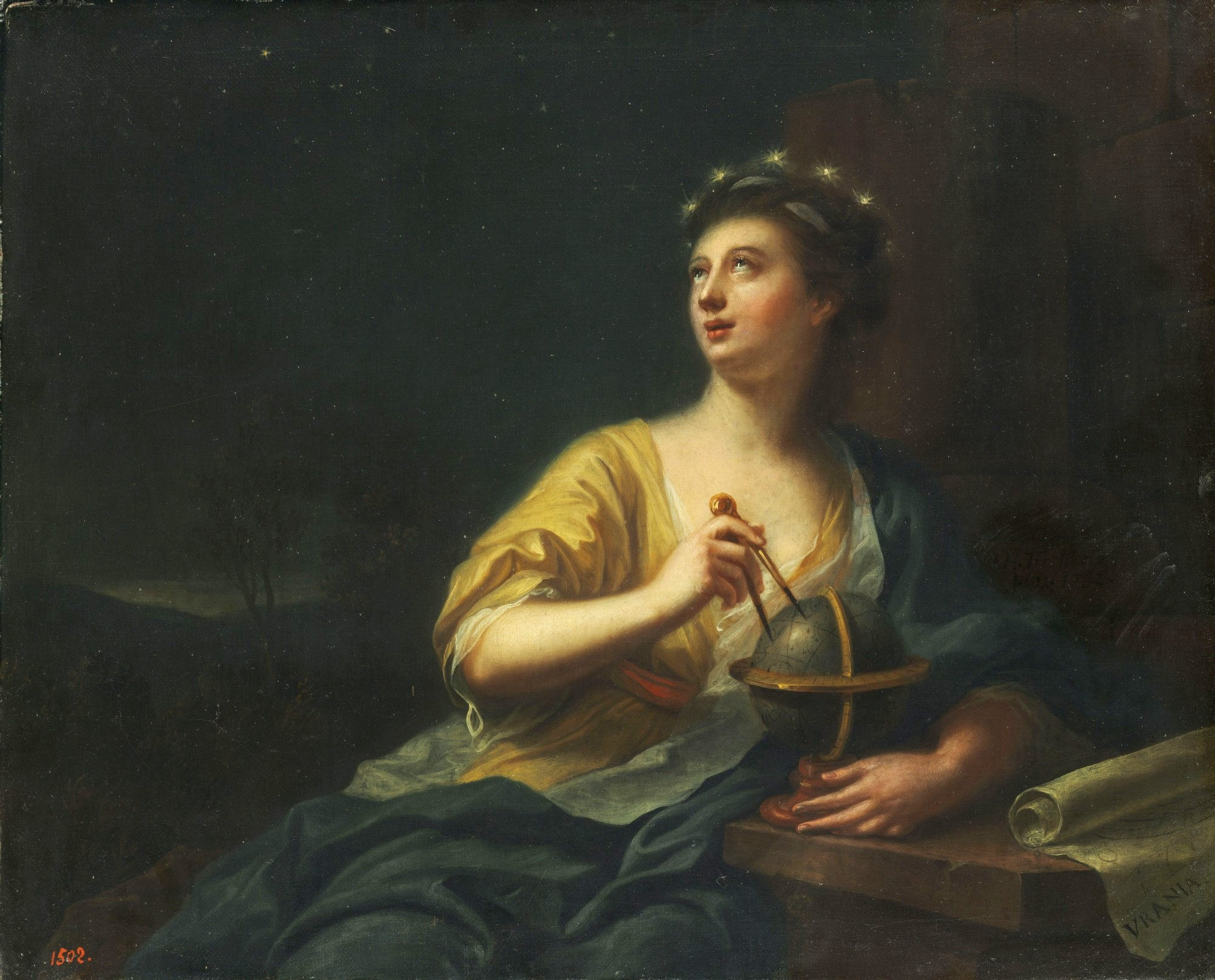
ヨハン・ハインリヒ・ティシュバイン『ウーラニアー』（1782年） カッセル市立美術館（英語版）所蔵
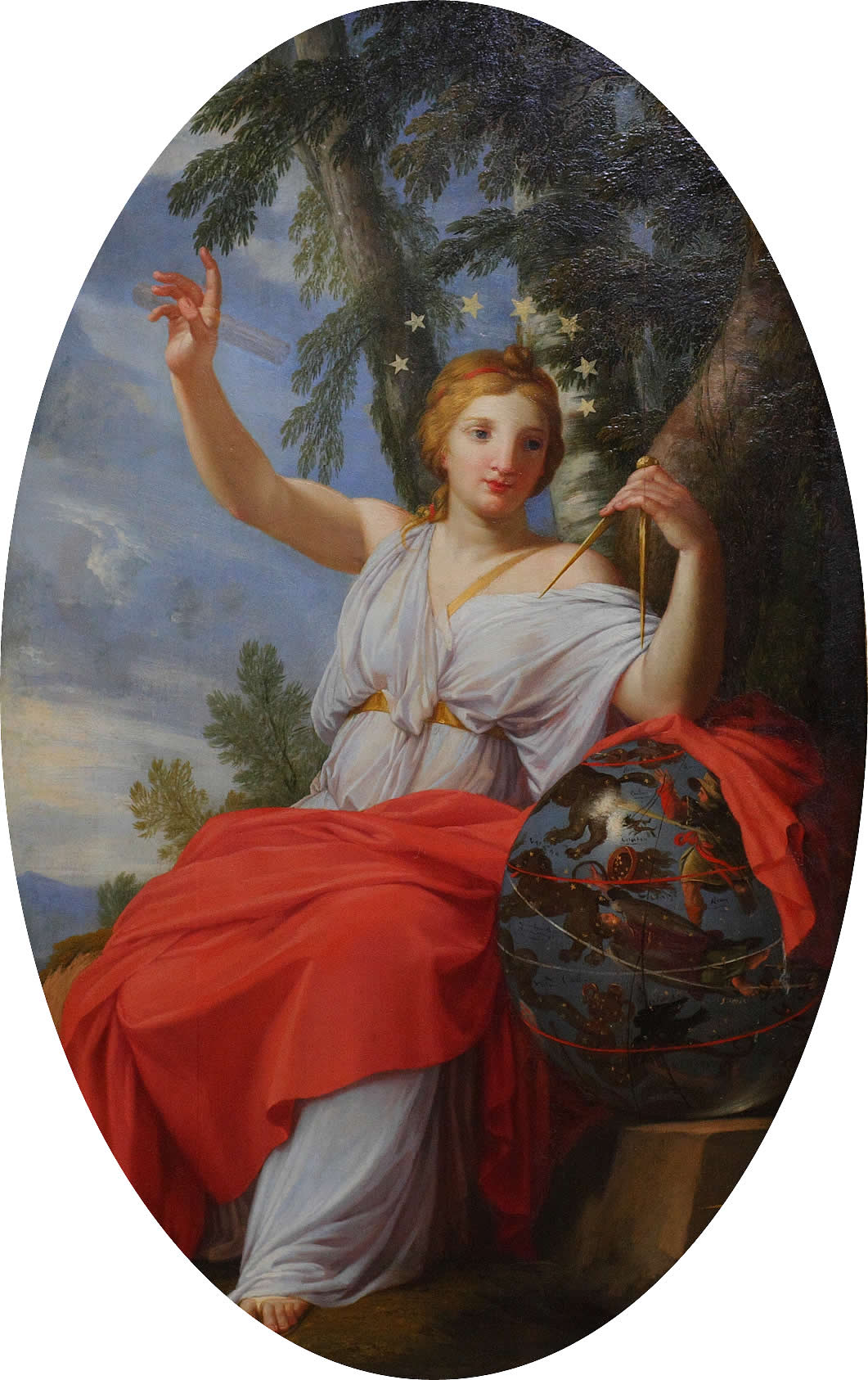
ウスタシュ・ル・シュウール『ウーラニアー』（1646年と1647年の間） ルーヴル美術館所蔵
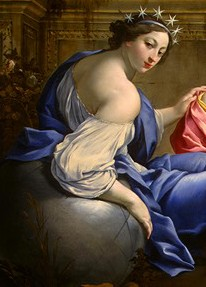
シモン・ヴーエ『ウーラニアー』（1634年頃） ナショナル・ギャラリー所蔵
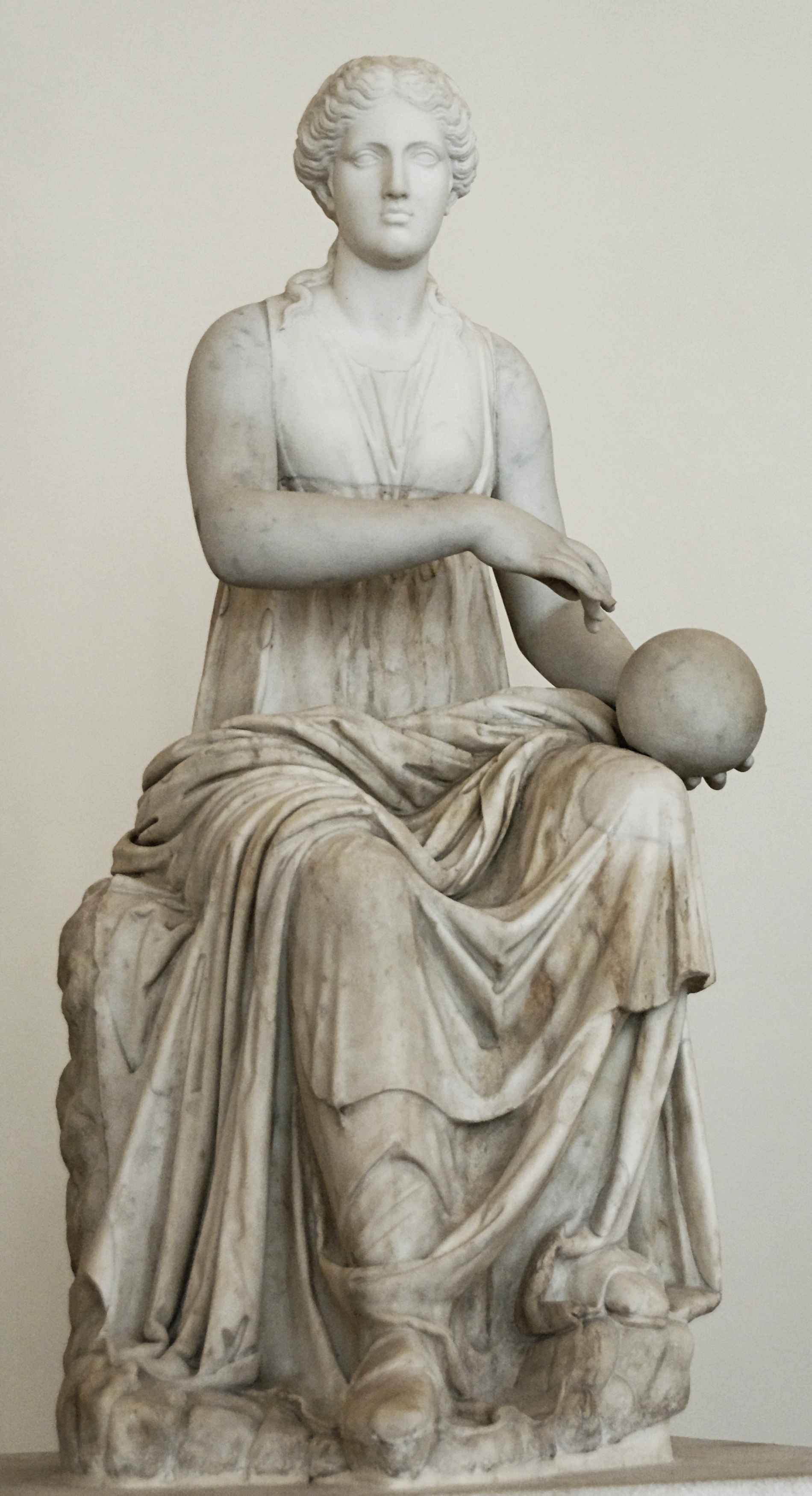
ウーラニアーの像 ローマ国立博物館 アルテンプス宮所蔵
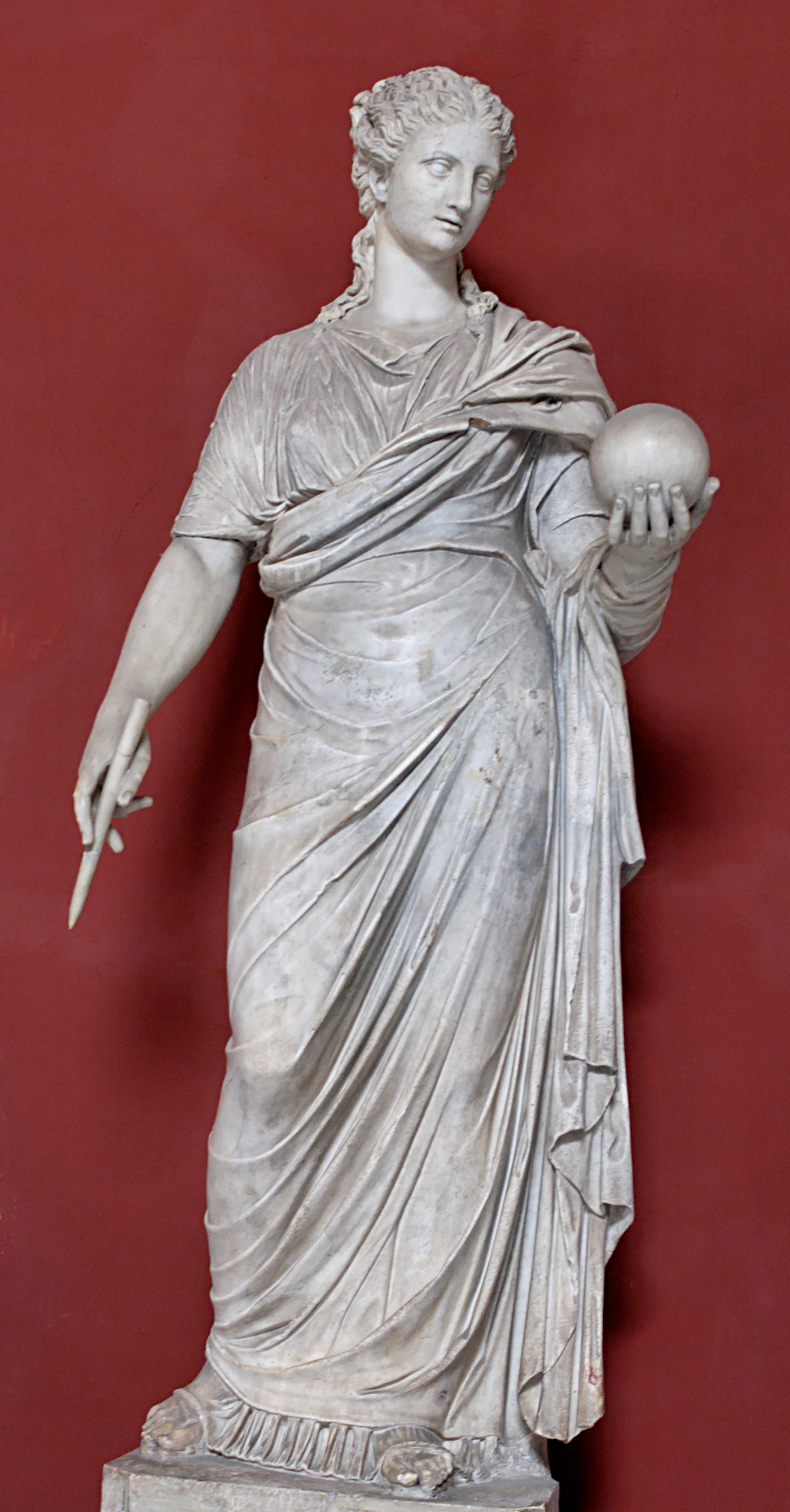
ウーラニアーの像 バチカン美術館所蔵